# Bivacco Lorenzo Borelli – Carlo Pivano
Das Bivacco Lorenzo Borelli e Carlo Pivano, auch Bivouac de la Noire genannt, ist eine Biwakschachtel der Sektion Club Alpino Accademico Italiano des Club Alpino Italiano im oberen Val Veny in 2325 m s.l.m. Höhe im südöstlichen Bereich der Mont-Blanc-Gruppe auf dem Gemeindegebiet von Courmayeur.

## Geschichte
Das erste Gebäude wurde 1923 errichtet und im Jahr 1969 vollständig erneuert. Das nach den Alpinisten Lorenzo Borelli, einem der ersten Präsidenten des CAAI, und nach Carlo Pivano benannte Biwak wird auch als Bivacco della Noire, französisch Bivouac de la Noire oder Refuge de la Noire bezeichnet.

## Beschreibung
Das Biwak liegt am Nordrand des Combalet-Beckens (auch bekannt als Fauteuil des Allemands) und wurde aus Holz, Stein und Blech errichtet. Die Ausstattung besteht aus Schlafplätzen mit Matratzen und Decken sowie einer Kochecke. Eine vorhandene Photovoltaikanlage ermöglicht elektrische Beleuchtung. Wasser wird von einem Bachlauf hergeleitet, welcher in das Combalet-Becken fließt.

## Zugang
Der übliche Zustieg weist im mittleren Teil sehr steile Bereiche auf und ist teils gesichert, exponiert und schwierig.
Von Courmayeur (1224 m) zunächst der Straße in das Val Vény folgend, wird die Brücke von Purtud (1489 m) erreicht. Nach deren Überquerung führt die Straße durch einen Wald und zu den Häusern und dem Campingplatz von Peutérey (1507 m, Parkplatz). Ein nach links abzweigender Fahrweg führt zu dem aus dem Combalet-Becken abfließenden Bach, neben dem weiter aufgestiegen wird. Der mit der Nummer 19 markierte Weg steigt zunächst in Aufstiegsrichtung rechts vom Bach an, vorbei an großen Felsblöcken, und quert auf die andere Seite des Baches, wo nach etwa einer Stunde Gehzeit ab Peutérey der Fuß der ersten Felsstufe in 1900 m Höhe erreicht wird. Diese Stufe wird mittels einer Kettensicherung erstiegen. Anschließend wird ohne Schwierigkeiten der Fuß der nächsten Steilstufe erreicht. Der schwierigste Teil des Hüttenwegs beginnt in einer Schlucht und wendet sich zuerst nach links, um bald wieder nach rechts zu schwenken und zu einer Leiter zu führen. Diese wird erstiegen und rechtshaltend wird eine zweite Leiter erreicht. Die weitere Fortsetzung der Route wird zunehmend exponierter. Nach einem Einschnitt wird eine eindrucksvolle Platte mithilfe einer Kettensicherung schräg gequert. Nun wird der Combaletkessel mit dem Biwak sichtbar. Der einfacher werdende Weg überwindet nochmals eine kurze Stufe und quert nach rechts aufsteigend zu einer Schuttrinne, welche an die Südwand der Aiguille Noire de Peuterey angrenzt. Nach der Querung des Baches wendet sich die Route zum Biwak, welches nach weiteren eineinhalb Stunden erreicht wird.

## Touren
- Picco Gamba, 3067 m
- Aiguille Noire de Peuterey, 3772 m
- Mont Rouge de Peuterey, 2941 m
- Mont Noire de Peuterey, 2923 m